# Gestüt Schlenderhan

Rennfarben des Gestüts Schlenderhan

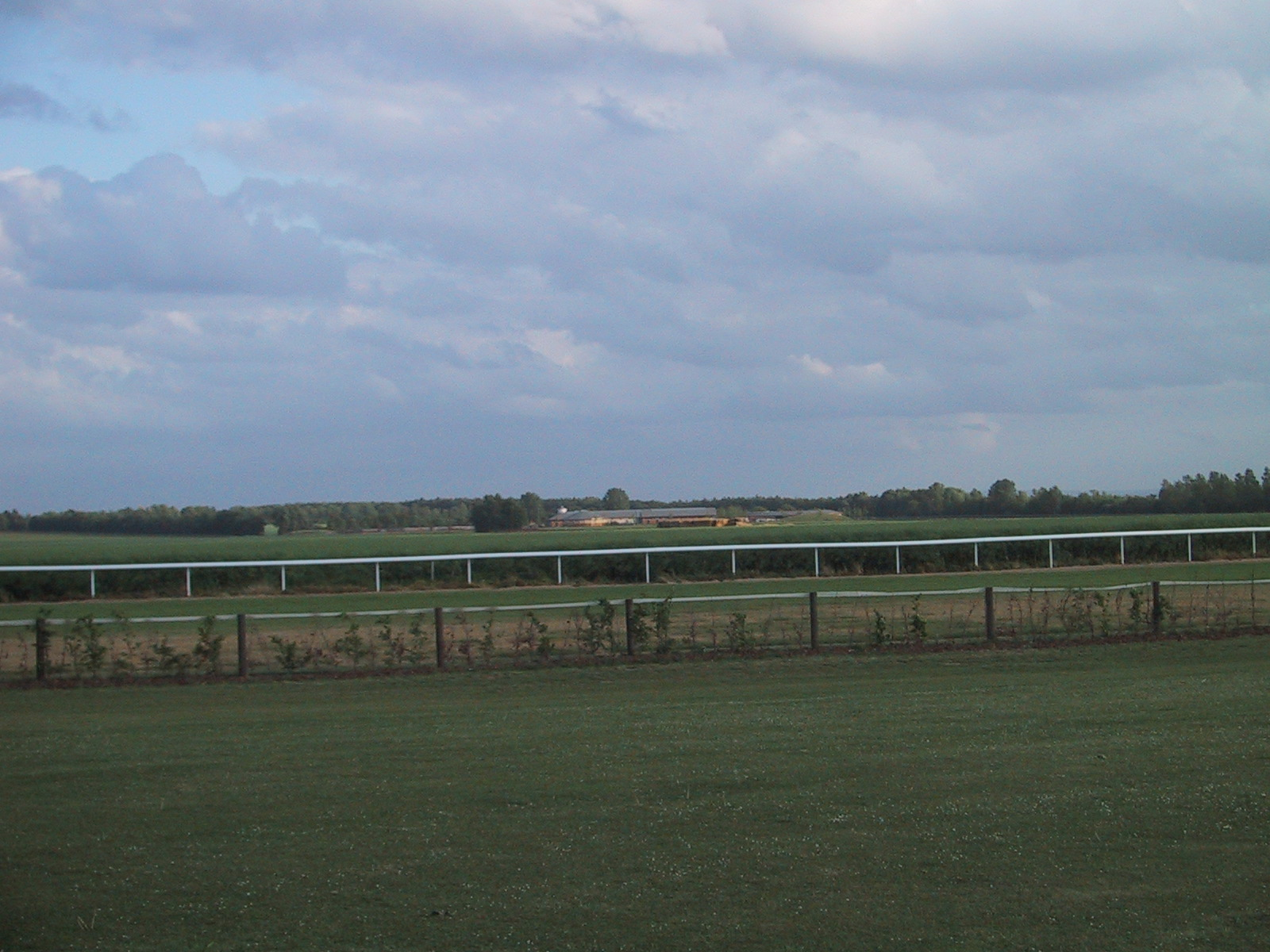
Blick über die Trainingsrennbahn auf den neuen Gestütsteil auf der Fischbachhöhe

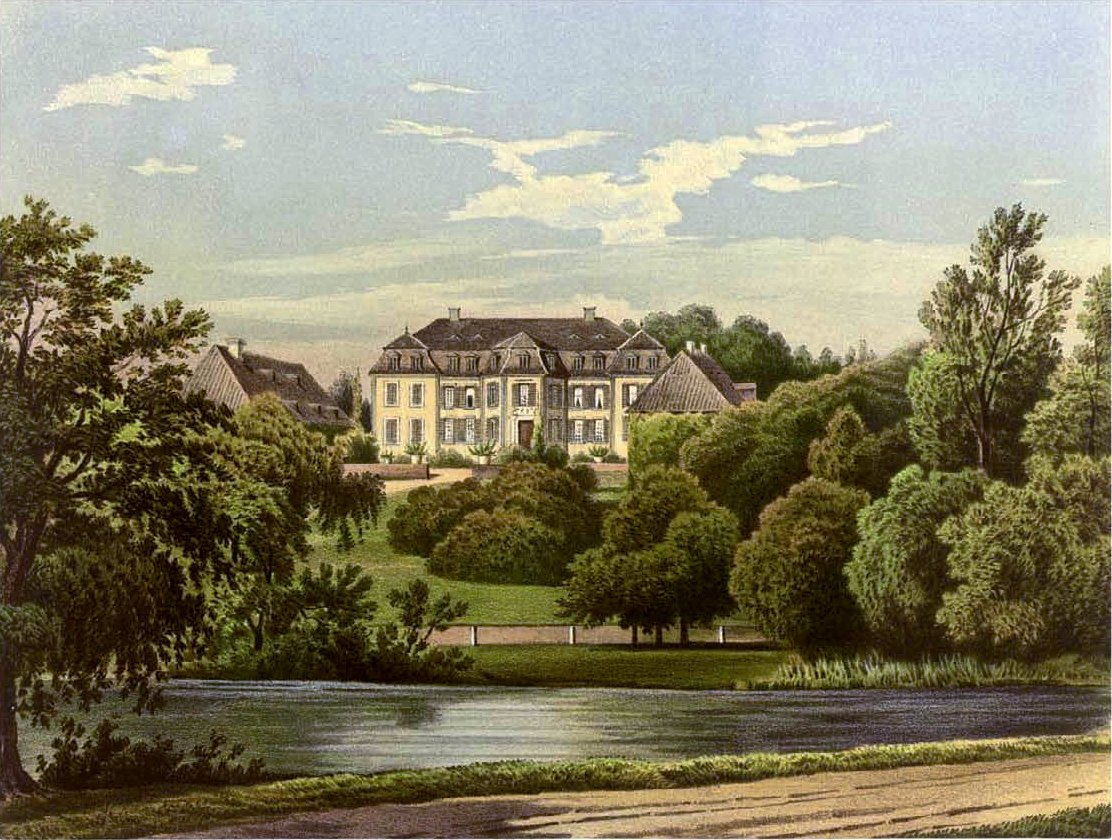
Schloss Schlenderhan um 1860, Sammlung Alexander Duncker

Das Gestüt Schlenderhan ist ein bedeutendes deutsches Vollblutgestüt, das Einfluss auf die Zuchtgeschichte von Vollblütern mit Pferden wie Oleander, Schwarzgold und Monsun in Deutschland genommen hat.

## Geschichte
Das Gestüt in Quadrath-Ichendorf wurde 1869 von Eduard von Oppenheim (1831–1909) gegründet. Es ist damit der älteste private deutsche Rennstall. Benannt ist das Gestüt nach dem zum Gestüt gehörenden Schloss und ehemaligen Rittergut Schlenderhan, das bis Anfang des 16. Jahrhunderts der Familie der Herren von und zu Schlenderhan gehörte. Nach deren Aussterben im Mannesstamm kam es 1512 durch die Heirat von Maria von und zu Schlenderhan mit Johann Raitz von Frentz in den Besitz der Familie der späteren Freiherrn Raitz von Frentz von und zu Schlenderhan, deren damaliger Sitz Schloss Frens sich ebenfalls in Quadrath-Ichendorf befindet.
1869 ging Schlenderhan über eine Versteigerung an den Privatbankier Eduard von Oppenheim von der Eigentümerfamilie des Bankhauses Sal Oppenheim jr. & Cie. in Köln über. Nach dem Tod von Karin Baronin von Ullmann (geborene Freiin von Oppenheim) im Jahre 2009 übernahm Georg von Ullmann das Gestüt.
Während der Zeit des Nationalsozialismus wurde die Bankiersfamilie Oppenheim enteignet und das Gestüt Schlenderhan der SS unterstellt.
Ende 2016 wechselte das Gestüt erneut den Besitzer, als die Deutsche Bank Eigentümer von Schlenderhan wurde. Hintergrund war die damalige Schieflage der Bank Sal. Oppenheim, die dazu führte, dass einige Ex-Gesellschafter dem Institut Vermögensgegenstände überlassen mussten.
Im März 2019 wurde bekannt, dass Georg von Ullmann das Gestüt von der Bank zurückgekauft hat. Laut Manager Magazin zahlte er dafür einen mittleren einstelligen Millionenbetrag.

## Erfolge
Bis 2009 verzeichnete das Gestüt 38 Züchter- und 33 Besitzerchampionate. Mit 19 Siegen beim Deutschen Derby ist Schlenderhan das erfolgreichste deutsche Gestüt. Im Jahr 2007 wurde es um eine Abteilung auf der Fischbachhöhe erweitert, die über eine eigene Trainingsrennbahn verfügt.
Die bedeutendsten Zuchtergebnisse Schlenderhans sind die Pferde Oleander und Schwarzgold, deren Nachkommen auch heute noch im Galopprennsport vertreten sind. Neben erfolgreicher eigener Zucht ist es den Gestütsbesitzern und -verwaltern immer wieder gelungen, hervorragende Pferde wie Birkhahn, Monsun und Manduro (Weltranglistenerster von 2007) zu erwerben. Der auf einer Auktion ersteigerte Hengst Monsun aus dem Gestüt Isarland entwickelte sich zu einem der bedeutendsten internationalen Vererber.
Mit dem Derbysieger In Swoop wurde man zudem Zweiter im legendären Prix de l’Arc de Triomphe 2020.